# Thyatira (navio)
O Thyatira foi um veleiro inglês de 3 mastros e 60 metros de comprimento que partiu de Londres com destino ao Rio de Janeiro em 1896. Quando navegava perto do litoral de Alagoas ocorreu um incêndio e o comandante mandou abandonar o navio, que devido a uma carga de explosivos, explodiu, partindo-se em 2 e afundando. Foi descoberto recentemente por um pescador que teve a rede presa nos destroços do naufrágio.